# 481 Emita
481 Emita
481 Emita là một tiểu hành tinh ở vành đai chính. Nó được Luigi Carnera phát hiện ngày 12.2.1902 ở Heidelberg. Không biết rõ nguồn gốc tên của nó.